# Mai 1856

## Événements
- Amnistie de plusieurs milliers de Polonais déportés en Sibérie.

- 21 mai, guerre civile au Kansas : sac de Lawrence (Kansas) par les pro-esclavagistes.

- 24 mai : démission de Allan MacNab devant l’antagonisme de race et de religion entre le Bas et le Haut-Canada. Début du ministère Taché-Macdonald.

- Nuit du 24 au 25 mai : massacre de cinq pro-esclavagistes à Pottawatomie par des abolitionnistes dirigés par John Brown, en réaction au sac de Lawrence.

- 29 mai, France : inauguration de la section Tonneins-Valence d'Agen du chemin de fer de Bordeaux à Sète (compagnie du Midi)

- 31 mai - début juin : inondations catastrophiques du Rhône, visite de Napoléon III.

## Naissances
- 2 mai : Matt Talbot, ouvrier, vénérable catholique, patron des alcooliques († 7 juin 1925).
- 6 mai : Sigmund Freud, neurologue et psychanalyste autrichien († 23 septembre 1939).